# Eleições na Colômbia

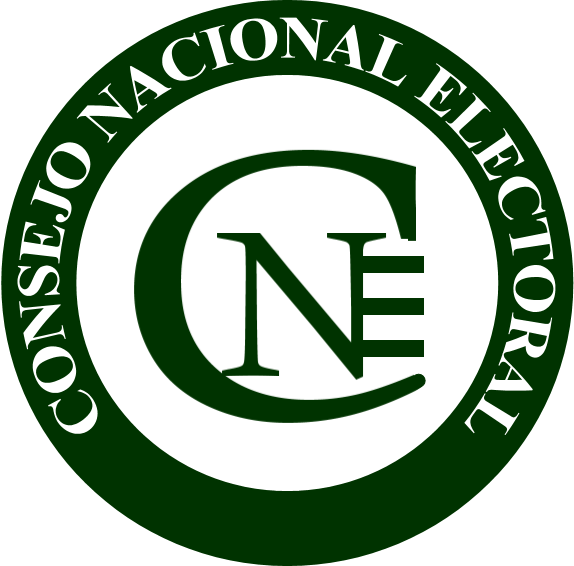
Selo com Conselho Nacional Eleitoral da Colômbia.

## Processo Eleitoral
Para ser Presidente da República é preciso ser colombiano por nascimento, cidadão em exercício e maior de trinta anos. Não pode ser eleito presidente ou vice-presidente quem incorreu em qualquer um dos motivos de deficiência até um ano antes da eleição. Quem exerce ou exerceu a Presidência da República antes da data de vigência deste ato legislativo só pode ser eleito para mais um mandato presidencial.
As eleições legislativas na Colômbia são para duas casas do Congresso. Ou seja, para os 102 membros do Senado, e 166 assentos na Câmara dos Deputados, mais delegados para Parlamento Andino.

## História
Durante a vigência da constituição de 1832 e 1843 (eleições de 1833 a 1853) o Presidente da República de Nueva Granada foi eleito por um Colégio Eleitoral, formado por cidadãos eleitos por voto popular em cada círculo eleitoral.
Com as constituições de 1853 e 1858 o Presidente de Nueva Granada (1857) e o da Confederação Granadina (1861, esta eleição não se validou) foram eleitos por votação universal. Após a promulgação da Constituição de 1863 o Presidente dos Estados Unidos da Colômbia (eleições entre 1864 e 1886) foi eleito para um sistema pelo qual cada estado tinha um voto, nove total de votos válidos.
Com a Constituição de 1886 ele voltou para a eleição do Presidente da República da Colômbia (1892 a 1904) pelo sistema de colégio eleitoral mencionado acima.
Em 1910, a Assembleia Constituinte alterou a Constituição escolheu o presidente; e dedicada desde 1914 foram realizadas eleições novamente por sufrágio universal.
Entre 1910 e 1990 as eleições presidenciais elegeram só o presidente. Desde a reforma constitucional de 1910 eliminou-se a posição de vice-presidente.
A partir da Constituição de 1991, a eleição do vice-presidente foi reintegrado com o presidente, e o sistema de segundo turno foi implementado, se nenhum dos candidatos alcançou a maioria absoluta dos votos válidos.

## Sufrágio
O Presidente da República é eleito para um mandato de quatro anos, metade mais um dos votos, voto secreto e direto, e com as formalidades previstas na lei.